# Dichaetomyia laccata
Dichaetomyia laccata este o specie de muște din genul Dichaetomyia, familia Muscidae. A fost descrisă pentru prima dată de Stein în anul 1918. Conform Catalogue of Life specia Dichaetomyia laccata nu are subspecii cunoscute.